# Kleine loofbuulbuul
De kleine loofbuulbuul (Phyllastrephus icterinus) is een zangvogel uit de familie Pycnonotidae (buulbuuls).

## Verspreiding en leefgebied
Deze soort komt voor van Sierra Leone tot Gabon, Congo-Kinshasa, uiterst westelijk Oeganda en op het eiland Bioko.

## Status
De grootte van de populatie is niet gekwantificeerd maar de soort wordt omschreven als algemeen tot zeer algemeen. Op de Rode lijst van de IUCN heeft deze soort de status niet bedreigd.